# Bilohirsk (Crimée)
Pour la ville homonyme de l'Extrême-Orient russe, voir Belogorsk.
Bilohirsk (en ukrainien : Білогірськ) ou Belogorsk (en russe : Белого́рск ; en tatar de Crimée : Qarasuvbazar) est une ville de république autonome de Crimée, en Ukraine, occupée par la Russie depuis 2014. Sa population s'élevait à 18 220 habitants en 2013.

## Géographie
Bilohirsk se trouve à 41 km au nord-est de Simferopol et à 674 km au sud de Kiev.

## Galerie
|  |

## Histoire
Jusqu'en 1944, elle s'appelait Karassoubazar (« bazar sur la rivière Karassou »). Son nom actuel, Bilohirsk, signifie « montagnes blanches » en russe (Belogorsk) et en ukrainien (Bilohirsk).
Elle devint une des résidences des khans de Crimée quand ils furent chassés de Bakhtchyssaraï par les Russes, en 1736. C'est là que mourut Juliane de Krüdener en 1824.
La communauté juive locale est présente dans la ville depuis le XIVe siècle et certains membres sont de tendance Krymchaks. Dans le cadre de la Shoah par balles, les Allemands assassinent en 1941 et 1942 plusieurs centaines de membres de cette communauté lors d'exécutions de masse et de gazages dans des camions aménagés,. Les soviétiques libèrent la ville le 14 avril 1944.

## Population
Recensements (*) ou estimations de la population :
| 1897*  | 1923* | 1926* | 1959* |
| ------ | ----- | ----- | ----- |
| 12 968 | 5 717 | 7 625 | 8 991 |

| 1970*  | 1979*  | 1989*  | 2001*  |
| ------ | ------ | ------ | ------ |
| 11 994 | 14 116 | 15 627 | 18 790 |

| 2010   | 2011   | 2012   | 2013   |
| ------ | ------ | ------ | ------ |
| 18 224 | 18 208 | 18 199 | 18 220 |

## Économie
La ville se trouve sur l'axe routier M-17, entre Simferopol et Feodossia. C'est un centre d'exportation de fruits.

## Personnalités
- ̈Alexandre Ponomarenko, né en 1964, homme d'affaires russe.